# Teodozjusz Meliten
Teodozjusz Meliten lub Melitenos (zm. po 948) – mnich bizantyński, redaktor jednej z wersji Kroniki powszechnej.
Teodozjusz Meliten był mnichem żyjącym w X wieku. O jego życiu nic nie wiadomo. Pod jego imieniem zachowała się jedna z wersji Kroniki powszechnej. Redakcja Melitena opiera się  najpierw na Epitomie Trajana Patrycjusza w redakcji A, w czym Meliten idzie za Symeone Logotetą i Magistrem, pierwszym redaktorem Kroniki powszechnej. Za Symeonem idzie też Teodozjusz opracowując okres od 695 roku do roku 842, na którym Symeon skończył.  Pracę Symeona Logotety, doprowadzoną do roku 842, Teodozjusz uzupełnił, podobnie jak Leon Gramatyk, wiadomościami kończącymi się na 948 roku.